# Щеглова, Татьяна Юрьевна
Татьяна Юрьевна Щеглова (род. 4 сентября 1967, Калинин) — русская писательница и поэтесса, член Союза писателей России с 2007 года, член Союза журналистов России.

## Биография
Родилась 4 сентября 1967 года в Калинине. Завершила обучение по классу фортепиано в Липецком музыкальном училище, затем окончила обучение на факультете журналистики Воронежского государственного университета. Длительный период времени занималась журналистикой в местных средствах массовой информации. В советский период вступила в Союз журналистов. В последние годы трудится на должности заместителя директора муниципального учреждения «Липецкий Дом музыки».
Её статьи постоянно публикуются в областных газетах, очень часто её сочинения можно встретить на страницах регионального литературного журнала «Петровский мост».
Рано начала заниматься писательской деятельностью. В пятнадцать лет она стала сочинять стихи и рассказы. В 1996 году в свет вышла её первая книга стихотворений «Мой месяц март». Её первый роман «Без нот» был написан в 2000 году, но издан только в 2007 году, тогда и попал лонг-лист национальной литературной премии «Большая книга». Её новый сборник сказок и рассказов вышел в свет в 2008 году и назывался «А ведь могло быть и так…», в 2012 году появилась книга «Примите удобную позу», основу которой составили одноимённая бизнес-новелла, рассказы и повесть, в 2014 году — сборник рассказов «Лики любви».
Проза Татьяны Юрьевны издается и за границей. В Нью-Йорке, в 2012 году, в литературном журнале «Слово\Word» (№ 75) в англоязычной версии и на русском языке была напечатана повесть «Ночь светла». В 2013 году в Германии была издана книга «Ночь светла», сюда вошли рассказы, а также три повести.
С 2007 года является членом Союза российских писателей. С 2010 года в региональном отделении Союза российских писателей она является ответственным секретарём . В настоящее время автор регионального литературного журнала «Петровский мост» и заместитель директора МУ «Липецкий Дом музыки».
Проживает в городе Липецке.

## Награды
- 2017 год — почетная грамота управления культуры и туризма Липецкой области,
- 2010 год — лауреат литературной премии им. А. П. Чехова Московской городской организации Союза писателей России,
- 2017 год — обладатель медали Ивана Бунина Московской областной организации Союза писателей России,
- 2018 год — благодарность главы администрации Липецкой области,
- 2020 год — лауреат городской литературной премии им. А. Липецкого за книгу прозы, включившую роман «Барин XXI века» и повесть «Падал снег».
- 2021 год — лауреат национальной литературной премии «Золотое перо Руси» в номинации «Духовность» за книгу «Дорога к Храму».

## Произведения
- Мой месяц март: стихи. — Липецк, 1996 год — 64 с.
- Без нот: [роман, рассказы]. — Липецк, 2007 год — 353 с.
- А ведь могло быть и так…: рассказы и сказки. — Липецк, 2008 год — 206 с.
- Примите удобную позу: бизнес-новелла, повесть, рассказы. — Воронеж, 2012 год — 353 с.
- Лики любви: повести, новелла, рассказы. — Воронеж, 2014 год — 165 с.
- Ночь светла: повести, рассказы. — Дюссельдорф, 2014 год — 196 с.
- Тем, кто меня любил: повести, рассказы. — Липецк, 2015 год — 317 с.
- Михайлов день: сугубо русский роман. — Дюссельдорф: ZA-ZA Verlag, 2015 год — 151 с.
- Дорога к храму: [сборник статей и очерков]. — Воронеж: Новый взгляд, 2019 год — 281 с.
- Барин XXI века: роман. «Падал снег»: повесть. — Москва: Союз российских писателей, 2020 год — 286 с.
- Авиаторы света: Повести и рассказы. — Москва: У Никитских ворот, 2022.- 216 с.